# Hansmartin Decker-Hauff

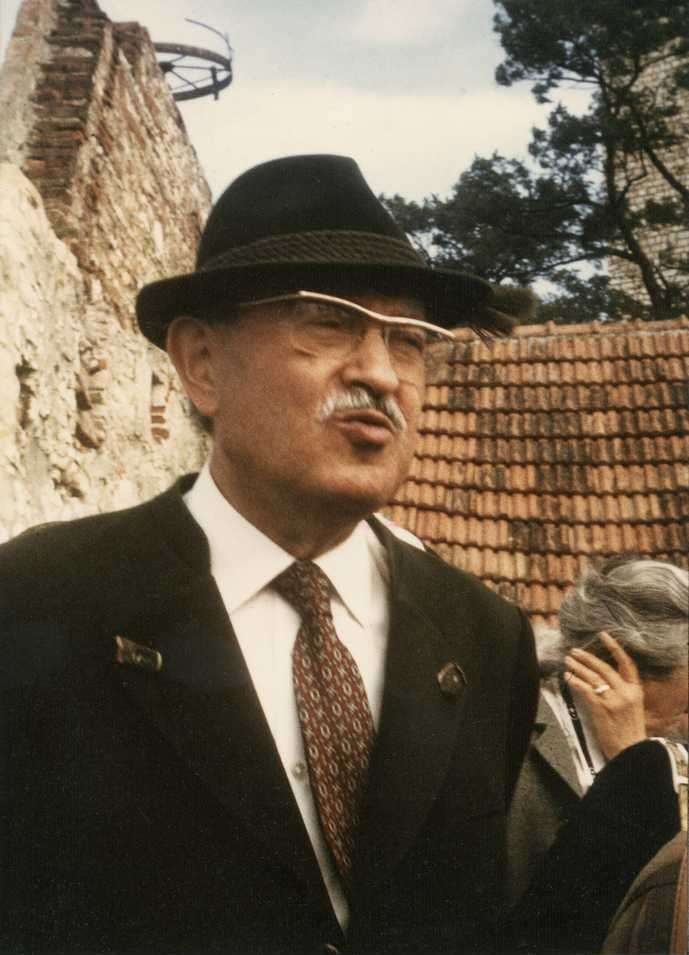
Hansmartin Decker-Hauff

Hansmartin Decker-Hauff, geboren als Hansmartin Decker (* 29. Mai 1917 in Oberjettingen; † 31. März 1992 in Stuttgart) war ein deutscher Historiker und Genealoge.

## Leben
Der Sohn des Oberjettinger Pfarrers Eberhard Decker war ein Urenkel von Franziska Katharina Decker geb. Hauff (daher der Namenszusatz Hauff, aus der Löwen-Hauff-Linie). Er machte das Abitur am Eberhard-Ludwigs-Gymnasium in Stuttgart und studierte an den Universitäten Tübingen, München und Wien die Fächer Geschichte, Klassische Philologie, Kunstgeschichte und Germanistik. Er wurde 1937 Mitglied der Tübinger Burschenschaft Derendingia. 1938 wurde er Mitglied des Württembergischen Geschichts- und Altertumsvereins. Im Jahr 1939 erfolgte in Wien das Staatsexamen für das Lehramt. Eine bei Hans Hirsch begonnene Dissertation über die Immunität englischer Klöster musste wegen des Kriegsausbruchs aufgegeben werden. Nach Wehrdienst und Kriegsgefangenschaft wurde er 1946 bei Otto Brunner promoviert mit der Arbeit Entstehung und Entwicklung der altwürttembergischen Ehrbarkeit.
Decker-Hauff arbeitete zunächst von 1945 bis 1947 als wissenschaftliche Hilfskraft am Kunsthistorischen Museum in Wien und ab 1948 am Hauptstaatsarchiv Stuttgart. In Stuttgart wurde auch sein Entnazifizierungsverfahren durchgeführt; der Einstellungsbeschluss vom 31. März 1948 ist bereits an den Staatsarchivrat adressiert. In seiner achtjährigen Archivzeit beschäftigte er sich besonders mit der Geschichte Altwürttembergs. 1949 gehörte er der Württembergischen und ab 1954 der Baden-Württembergischen Kommission für Landesgeschichte an, in deren Vorstand er seit 1956 aktiv war.
Im Jahr 1956 folgte er Otto Herding als außerordentlicher Professor auf den Lehrstuhl für Geschichtliche Landeskunde und Historische Hilfswissenschaften an der Universität Tübingen. 1962 wurde er zum ordentlichen Professor ernannt. Bis zu seiner Emeritierung am 30. September 1982 leitete er das Institut für Geschichtliche Landeskunde und Historische Hilfswissenschaften der Universität Tübingen. Er betreute über siebzig Dissertationen. Zu seinen akademischen Schülern gehörten Wolfram Angerbauer, Günter Cordes, Klaus Graf, Franz Quarthal, Gerhard Raff und Klaus Schreiner.
Decker-Hauff gehörte dem Institut für Österreichische Geschichtsforschung an. Seit 1965 war er Mitglied beim Alemannischen Institut und saß später in dessen Beirat. Er gehörte zu den Gründungsmitgliedern der am 29. Oktober 1968 in Göppingen gegründeten Gesellschaft der Freunde staufischer Geschichte. 1972 gehörte er der Inschriftenkommission der Heidelberger Akademie der Wissenschaften an. Von 1953 bis 1972 war er Mitglied im Rotary Club Stuttgart. 
Ihm wurde für seine Geschichte der Stadt Stuttgart der Schillerpreis der Stadt Marbach am Neckar (1967) verliehen. Außerdem erhielt er die Universitätsmedaille der Universität Tübingen (1977) und die Medaille für besondere Verdienste um das Land Baden-Württemberg (1977) sowie die Bürgermedaille der Stadt Stuttgart (1982) und das  Bundesverdienstkreuzes 1. Klasse (1982). Decker-Hauff wurde Ehrenbürger seiner Heimatgemeinde Jettingen, wo eine Grundschule nach ihm benannt wurde. Ferner gibt es in Göppingen eine Decker-Hauff-Straße. Sein wissenschaftlicher Nachlass befindet sich zusammen mit dem Familienarchiv Decker-Hauff im Hauptstaatsarchiv Stuttgart.

## Kritik
Erst nach seinem Tod wurde in Historikerkreisen bekannt, in welchem Umfang die bereits zu seinen Lebzeiten umstrittenen genealogischen Studien auf eigenen Quellenfälschungen beruhten.
In der neueren Forschung abgelehnt werden die von Decker-Hauff im Katalog zur Stuttgarter Stauferausstellung 1977 aufgestellten genealogischen Hypothesen, die mit den gefälschten Quellenstellen belegt werden sollten. Der Bonner Historiker Tobias Weller kommt zu dem Schluss, dass es die angeblichen Heiratsverbindungen nie gegeben hat.
Klaus Graf und Gerhard Lubich konnten unabhängig voneinander durch Auswertung der erhaltenen Reste des 1944 im Zweiten Weltkrieg stark beschädigten Roten Buchs des Klosters Lorch zeigen, dass die von Decker-Hauff aus dieser Quelle mitgeteilten Exzerpte dort nicht gestanden haben können. Dieses Ergebnis, das auf den Vorwurf einer Quellenfälschung an die Adresse Decker-Hauffs hinausläuft, ist in der Forschung akzeptiert.
Auch das von Decker-Hauff wiederholt angeführte Hauff’sche Epitaphienbüchlein ist allem Anschein nach eine Erfindung Decker-Hauffs. Bislang hat keine fachwissenschaftliche Verteidigung Decker-Hauff gegen diese Vorwürfe in Schutz genommen.
In seiner Geschichte der Stadt Stuttgart postulierte Decker-Hauff deren Stadterhebung durch Hermann V. von Baden im Jahr 1219 – eine These, die in der Fachwelt keine Akzeptanz fand. Vielmehr gilt der 8. März 1229 als erstes urkundlich gesichertes Datum (Nennung in einer Urkunde Papst Gregors IX. für das Kloster Bebenhausen).

## Schriften (Auswahl)
- Frauen im Hause Württemberg. DRW-Verlag, Leinfelden-Echterdingen 1997, ISBN 3-87181-390-7.
- Gärten und Schicksale. Historische Stätten und Gestalten in Italien. Deutsche Verlags-Anstalt, Stuttgart 1992, ISBN 3-421-06616-7.
- Geschichte der Stadt Stuttgart. Band 1: Von der Frühzeit bis zur Reformation. Kohlhammer u. a., Stuttgart u. a. 1966.